# Семейство Прауд
„Семейство Прауд“ (на английски: The Proud Family) е американски анимационен сериал, създаден от Брус Смит, който оригинално е излъчен по „Дисни Ченъл“ от 15 септември 2001 г. до 19 август 2005 г.
Прероденият сериал, озаглавен The Proud Family: Louder and Prouder, е обявен през 2020 г. и се излъчва премиерно по „Дисни+“ на 23 февруари 2022 г.

## В България
В България сериалът е излъчен по bTV през 2010 г. с български дублаж. Ролите се озвучават от Христина Ибришимова, Ивет Лазарова, Добрин Стоянов и Георги Стоянов.